# Palladijeve vile
Grad Vicenza i Palladijeve Vile u pokrajini Veneto upisani su na UNESCO-ov popis mjesta svjetske baštine u Europi 1994. god. kako bi se zaštitila ostavština arhitekta Andrea Palladija. Isprva su na popis bili upisani samo objekti na području grada Vicenze, kao što su Teatro Olimpico, palače i nekoliko vila. Međutim, većina Palladijevih vila nalazi se izvan grada, pa se popis proširio 1996. god. kako bi i one bile uključene. Današnji naziv odražava činjenicu da zaštićena lokacija uključuje Paladijeve vile diljem pokrajine Veneto.
Vila je izraz koji se koristi za opis ladanjske kuće, često bogatih obitelji, a u pokrajini Veneto poznate su i pod nazivom palače (palazzo). U većini slučajeva vlasnici svoje palače i vile zovu obiteljskim prezimenom, pa postoje dvije palače Chiericati, jedna u Vicenzi, a druga na ladanju. Isto tako, palača Foscari je u Veneciji, a vila Foscari na ladanju. Pomalo zbunjujuće je da postoji više vila Pisani, uključujući i dvije Palladijeve.
45°33′N 11°33′E / 45.550°N 11.550°E

## Popis vila
| Slika | Ime                                                       | Lokacija                 | Provincija | Koordinate                                    |
| ----- | --------------------------------------------------------- | ------------------------ | ---------- | --------------------------------------------- |
|       | U gradu Vicenzi nalaze se 23 Palladijeve zgrade (712-001) | Vicenza                  | Vicenza    | 45°32′57″N 11°32′58″E / 45.54917°N 11.54944°E |
|       | Villa Trissino (712-002)                                  | Cricoli, Vicenza         | Vicenza    | 45°33′55″N 11°32′49″E / 45.56528°N 11.54694°E |
|       | Villa Gazzotti Grimani (712-003)                          | Bertesina, Vicenza       | Vicenza    | 45°33′13″N 11°34′30″E / 45.55361°N 11.57500°E |
|       | Villa Almerico Capra, «La Rotonda» (712-004)              | Vicenza                  | Vicenza    | 45°31′54″N 11°33′36″E / 45.53167°N 11.56000°E |
|       | Villa Angarano (712-005)                                  | Bassano                  | Vicenza    | 45°46′50″N 11°43′25″E / 45.78056°N 11.72361°E |
|       | Villa Caldogno (712-006)                                  | Caldogno                 | Vicenza    | 45°36′26″N 11°30′24″E / 45.60722°N 11.50667°E |
|       | Villa Chiericati (712-007)                                | Grumolo delle Abbadesse  | Vicenza    | 45°30′16″N 11°39′12″E / 45.50444°N 11.65333°E |
|       | Villa Forni Cerato (712-008)                              | Montecchio Precalcino    | Vicenza    | 45°39′11″N 11°33′40″E / 45.65306°N 11.56111°E |
|       | Villa Godi (712-009)                                      | Lonedo di Lugo Vicentino | Vicenza    | 45°44′44″N 11°31′43″E / 45.74556°N 11.52861°E |
|       | Villa Pisani (712-010)                                    | Bagnolo di Lonigo        | Vicenza    | 45°21′31″N 11°22′10″E / 45.35861°N 11.36944°E |
|       | Villa Poiana (712-011)                                    | Poiana Maggiore          | Vicenza    | 45°16′54″N 11°30′03″E / 45.28167°N 11.50083°E |
|       | Villa Saraceno (712-012)                                  | Agugliaro                | Vicenza    | 45°18′38″N 11°35′12″E / 45.31056°N 11.58667°E |
|       | Villa Thiene (712-013)                                    | Quinto Vicentino         | Vicenza    | 45°34′22″N 11°37′47″E / 45.57278°N 11.62972°E |
|       | Villa Trissino (712-014)                                  | Sarego                   | Vicenza    | 45°25′42″N 11°24′49″E / 45.42833°N 11.41361°E |
|       | Villa Valmarana (712-015)                                 | Bolzano Vicentino        | Vicenza    | 45°35′01″N 11°36′41″E / 45.58361°N 11.61139°E |
|       | Villa Valmarana (712-016)                                 | Monticello Conte Otto    | Vicenza    | 45°34′58″N 11°35′40″E / 45.58278°N 11.59444°E |
|       | Villa Badoer, «La Badoera» (712-017)                      | Fratta Polesine          | Rovigo     | 45°01′48″N 11°38′46″E / 45.03000°N 11.64611°E |
|       | Villa Barbaro (712-018)                                   | Maser                    | Treviso    | 45°48′20″N 11°58′48″E / 45.80556°N 11.98000°E |
|       | Villa Emo (712-019)                                       | Vedelago                 | Treviso    | 45°42′43″N 11°59′23″E / 45.71194°N 11.98972°E |
|       | Villa Zeno (712-020)                                      | Cessalto                 | Treviso    | 45°42′11″N 12°38′20″E / 45.70306°N 12.63889°E |
|       | Villa Foscari, «La Malcontenta» (712-021)                 | Mira                     | Veneto     | 45°26′07″N 12°12′01″E / 45.43528°N 12.20028°E |
|       | Villa Pisani (712-022)                                    | Montagnana               | Padova     | 45°13′37″N 11°28′07″E / 45.22694°N 11.46861°E |
|       | Villa Cornaro (712-023)                                   | Piombino Dese            | Padova     | 45°36′14″N 11°59′57″E / 45.60389°N 11.99917°E |
|       | Villa Serego (712-024)                                    | San Pietro in Cariano    | Verona     | 45°29′58″N 10°55′32″E / 45.49944°N 10.92556°E |
|       | Villa Piovene (712-025)                                   | Lugo Vicentino           | Vicenza    | 45°44′48″N 11°31′36″E / 45.74667°N 11.52667°E |

### Ostale vile
Ostale vile koje je projektirao Palladio, a nisu na popisu zaštićenih spomenika:
| Slika | Ime               | Lokacija                     | Provincija | Koordinate                                      | Bilješke                                               |
| ----- | ----------------- | ---------------------------- | ---------- | ----------------------------------------------- | ------------------------------------------------------ |
|       | Krilo vile Thiene | Cicogna Villafranca Padovana | Padova     | 45°30′11″N 11°47′32″E / 45.5031°N 11.7923°E     | izgrađena samo barchessa                               |
|       | Villa Repeta      | Campiglia dei Berici         | Vicenza    | 45°20′33″N 11°32′23″E / 45.3425°N 11.5396°E     | uništena u požaru i obnovljena prema originalnom planu |
|       | Villa Porto       | Molina di Malo               | Vicenza    |                                                 | nedovršena                                             |
|       | Villa Porto       | Vivaro di Dueville           | Vicenza    |                                                 | samo po predaji pripisana Palladiju                    |
|       | Villa Contarini   | Piazzola sul Brenta          | Padova     | 45°32′38″N 11°47′07″E / 45.543858°N 11.785262°E | vjeruje se da je središnji dio vile Palladijevo djelo  |
|       | Villa Arnaldi     | Sarego                       | Vicenza    |                                                 | nedovršena                                             |

## Vanjske poveznice
- Palladio u Venetu
- Crteži Palladijevih planova vila